# 台湾海軍艦艇一覧
台湾海軍艦艇一覧は、日中戦争終結後の中華民国海軍（台湾海軍）が過去保有した、または現在保有する、または将来保有する予定の、未完成・計画中止を含めた歴代艦艇一覧である。

## 現有勢力（2019年現在）
- 国防予算：109億7,600万ドル
- 海軍人員：約4万名
- 艦船隻数：102隻

潜水艦×4
駆逐艦×4
フリゲート×22
ミサイル艇×31
哨戒艇×13
ドック型揚陸艦×1
戦車揚陸艦×7
指揮艦×1
揚陸艇×188
掃海艇×9
測量/調査艦×1
補給艦×2
救難艦×2
航洋曳船×5
- 航空機数：53機

艦載ヘリコプター×27
中型ドローン×26

- コースト・ガード：船艇178隻

## 艦艇一覧（近代海軍）

### 水上戦闘艦

#### 軽巡洋艦
- 旧・英『アリシューザ級』 - 1隻

重慶 (Chong Qing) ※旧・『オーロラ』

#### 駆逐艦
- 旧・英『ハント級駆逐艦』 - 1隻

靈甫 (Lin Fu) ※旧・『メンディップ』
- 日本賠償艦

丹陽 (12 Dan Yang) ※旧・『雪風』
信陽 (15 Xin Yang) ※旧・『初梅』
華陽（Hua Yang） ※旧・『蔦』 - 未就役
瀋陽（Shen Yang） ※旧・『波風』 - 未就役
汾陽（Fen Yang） ※旧・『宵月』 - 未就役
衡陽（Heng Yang） ※旧・『楓』 - 未就役
恵陽（Hui Yang） ※旧・『杉』 - 未就役
- 洛陽級 - 5隻
  - 旧・米『ベンソン級』

洛陽 (14 Lo Yang) ※旧・『ベンソン (DD-421 Benson)』
漢陽 (15 Han Yang) ※旧・『ヒラリー・P・ジョーンズ (DD-427 Hilary P. Jones)』
- 旧・米『グリーブス級』

咸陽 (16 Hsien Yang) ※旧・『ロッドマン (DD-456 Rodman)』 - 1969年座礁により退役。
咸陽（2代目） (16 Hsien Yang) ※旧・『マコーム (DD-458 Macomb)』 - 海上自衛隊へ貸与されあさかぜ型護衛艦となる。米国へ返還後に1970年中華民国へ売却。
南陽 (17 Nan Yang) ※旧・『プランケット (DD-431 Plunkett)』
- 安陽級(旧・米『フレッチャー級』) - 4隻

安陽 (18 An Yang) ※旧・『キンバリー (DD-521 Kimberly)』
昆陽 (19 Kuen Yang) ※旧・『ヤーナル (DD-541 Yarnall)』
貴陽 (8 Kwei Yang) ※旧・『トワイニング (DD-540 Twining)』
慶陽 (9 Ching Yang) ※旧・『ムラニー (DD-528 Mullany)』
- 襄陽級(旧・米『アレン・M・サムナー級』) - 8隻

襄陽 (1 Hsiang Yang) ※旧・『ブラッシュ (DD-745 Brush)』
衡陽 (2 Heng Yang) ※旧・『サミュエル・N・ムーア (DD-747 Samuel N. Moore)』
華陽 (3 Hua Yang) ※旧・『ブリストル (DD-857 Bristol)』
岳陽 (5 Yuen Yang) ※旧・『ヘインズワース (DD-700 Haynesworth)』
恵陽 (6 Huei Yang) ※旧・『イングリッシュ (DD-696 English)』
鄱陽 (10 Po Yang) ※旧・『マドックス (DD-731 Maddox)』
洛陽 (14 Lo Yang) ※旧・『タウシッグ (DD-746 Taussig)』
南陽 (15 Nan Yang) ※旧・『ジョン・W・トマソン (DD-760 John W. Thomason)』
- 富陽級(旧・米『ギアリング級』) - 15隻

富陽 (907 Fu Yang) ※旧・『アーネスト・G・スモール (DD-838 Ernest G. Small)』
當陽 (911 Dang Yang) ※旧・『ロイド・トーマス (DD-764 Lloyd Thomas)』
建陽 (912 Chien Yang) ※旧・『ジェームズ・E・キイス (DD-787 James B. Kyes)』
漢陽 (915 Han Yang) ※旧・『ハーバート・J・トーマス (DD-833 Herbert J. Thomas)』
朝陽 (916 Chao Yang) ※旧・『ローワン (DD-782 Rowan)』
萊陽 (920 Lao Yang) ※旧・『シェルトン (DD-790 Shelton)』
遼陽 (921 Liao Yang) ※旧・『ハンソン (DD-832 Hanson)』
瀋陽 (923 Shen Yang) ※旧・『パワー (DD-839 Power)』
開陽 (924 Kai Yang) ※旧・『リチャード・B・アンダーソン (DD-786 Richard B. Anderson)』
德陽 (925 Te Yang) ※旧・『サースフィールド (DD-837 Sarsfield)』
綏陽 (926 Shuei Yang) ※旧・『レオナード・F・メイソン (DD-852 Leonard F. Mason)』
雲陽 (927 Yun Yang) ※旧・『ハムナー (DD-718 Hamner)』
正陽 (928 Chen Yang) ※旧・『ジョンストン (DD-821 Johnston)』
邵陽 (929 Shao Yang) ※旧・『ホリスター (DD-788 Hollister)』
資陽 (930 Tze Yang) ※旧・『ホーキンス (DD-873 Hawkins)』
- 基隆級(旧・米『キッド級』) - 4隻

基隆 (1801 Kee Lung) ※旧・『スコット (DDG-995 Scott)』
蘇澳 (1802 Su Ao) ※旧・『キャラハン (DDG-994 Callaghan)』
左営 (1803 Tso Ying) ※旧・『キッド (DDG-993 Kidd)』
馬公 (1805 Ma Kong) ※旧・『チャンドラー (DDG-996 Chandler)』

#### 護衛駆逐艦
- 旧・米『エヴァーツ級』 - 2隻

太康 (21 Tai Kang) ※旧・『ワイフェルス』
太平 (22 Tai Ping) ※旧・『デッカー』
- 旧・米『キャノン級』 - 4隻

太和 (23 Tai He) ※旧・『トーマス』
太倉 (24 Tai Cang) ※旧・『ボストウィック』
太湖 (25　Tai Hu) ※旧・『ブリーマン』
太昭 (26Tai Zhao) ※旧・『カーター』
- 旧・米『ラッデロウ級』 - 1隻

大原 (27 Tai Yuan) ※旧・『ライリー (DE-579 Riley)』

#### 巡防艦（フリゲート）
- 逸仙 (78　Yat　Sen)

- 日本賠償艦

臨安  (77 Lin An) ※旧・『対馬』
長白→固安 (Gu An→Chang Pai) ※旧・『隠岐』
※未命名　旧・『第14号海防艦』
成安 (72 Cheng An) ※旧・『第40号海防艦』
泰安 (71 Tai An) ※旧・『第104号海防艦』
※未命名 旧・『第118号海防艦』
同安 (Tong An) ※旧・『第192号海防艦』
威海 (Wei Hai) ※旧・『第194号海防艦』
※未命名　旧・『第198号海防艦』
營口→瑞安　(73 Ying-Kou→Rui-An) ※旧・『第67号海防艦』
遼海　(Liao-Hai) ※旧・『第215号海防艦』
吉安　(Ji-An) ※旧・『第85号海防艦』
長安→新安　(74 Chang An→Xin-An) ※旧・『第205号海防艦』
黃安　(Huang An) ※旧・『第81号海防艦』
潮安　(74 Chao An) ※旧・『107号号海防艦』
惠安　(Hui An) ※旧・『四阪』
雪峰→威臺→正安 (76 Xue Feng→Wei Tai→ChengAn) ※旧・『屋代』
- 旧・カナダ『キャッスル級』 - 3隻

德安　(81 De An) ※旧・『オレンジヴィル』
高安→率真　(80 Gao An→Lu Zhen) ※旧・『ティルソンバーグ』
※未命名　旧・『ボーマンヴィル』
- 旧・米『クロスレイ級』 - 8隻

天山　(Tian Shan) ※旧・『クラインスミス』
玉山　(Yu Shan) ※旧・『キンザー』
華山　(Hua Shan) ※旧・『ドナルド・W・ウルフ』
※未命名　旧・『ウォルター・B・コブ』
長山→福山　(Zhang Shan→Fu Shan) ※旧・『トラクスタン』
青山→壽山　(Qing Shan→Shou Shan) ※旧・『クライン』
泰山　(Tai Shan) ※旧・『レジスター』
恆山　(Heng Shan) ※旧・『レイモン・W・ハーンドン』
- 旧・米『チャールズ・ローレンス級』 - 5隻

文山　(Wen Shan) ※旧・『ガントナー』
廬山　(Lu Shan) ※旧・『ブル』
岡山　(Gang Shan) ※旧・『ジョージ・W・イングラム』
鍾山　(Chung Shan) ※旧・『ブレスマン』
龍山　(Lung Shan) ※旧・『シュミット』
- 済陽級(旧・米『ノックス級』) - 8隻

濟陽 (932 Chih Yang) ※旧・『ロバート・E・ピアリー (FF-1073 Robert E. Peary)』
鳳陽 (933 Fong Yang) ※旧・『ブリュートン (FF-1086 Brewton)』
汾陽 (934 Fen Yang) ※旧・『カーク (FF-1087 Kirk)』
蘭陽 (935 Lan Yang) ※旧・『ジョセフ・ヒューズ (FF-1078 Joseph Hewes)』
海陽 (936 Hae Yang) ※旧・『クック (FF-1083 Cook)』
淮陽 (937 Hwai Yang) ※旧・『バービー (FF-1088 Barbey)』
寧陽 (938 Ning Yang) ※旧・『エールウィン (FF-1081 Aylwin)』
宜陽 (939 Ki Yang) ※旧・『ヴァルデス (FF-1096 Valdez)』
- 成功級(米『O.H.ペリー級改型』) - 8隻

成功 (1101 Cheng Kung)
鄭和 (1103 Cheng Ho)
継光 (1105 Chi Kuang)
岳飛 (1106 Yueh Fei)
子儀 (1107 Tzu I)
班超 (1108 Pan Chao)
張騫 (1109 Chang Chien)
田単 (1110 Tian Dan)
- 旧米『O.H.ペリー級』) - 4隻予定

銘伝 (1112 Ming Chuan) 旧・『テイラー (FFG-50 Taylor)』
逢甲 (1115 Feng Chia) 旧・『ゲイリー (FFG-51 Gary)』
- 康定級(仏『ラファイエット級改型』) - 6隻

康定 (1202 Kang Ding)
西寧 (1203 Si Ning)
昆明 (1205 Kun Ming)
迪化 (1206 Di Hua)
武昌 (1207 Wu Chang)
承徳 (1208 Chen De)

### 潜水艦

#### 通常動力型潜水艦
- 海鯤級 - 1隻

海鯤（Hai Kun） - 台湾が自主建造した初の潜水艦
- 旧・米『テンチ級(ガピー2型)』 - 1隻

海獅 (791 Hai-Shih) ※旧・『カットラス (SS-478 Cutlass)』
- 旧・米『バラオ級(ガピー2型)』 - 1隻

海豹 (792 Hai-Bao) ※旧・『タスク (SS-426 Tusk)』
- 海龍級(蘭『ズヴァールトフィス級改型』) - 2隻

海龍 (793 Hai Lung)
海虎 (794 Hai Hu)
- コスモス型潜水艇 - 2隻

### 機雷戦艦艇
掃海艦　（MSO）
- 旧・米『アグレッシブ級掃海艇』 - 4隻

永陽 (1306 Yung Yang) ※旧・『インプリシット (AM-455) (AM-455/MSO-455 Implicit)』
永慈 (1307 Yung Tzu) ※旧・『コンクエスト (AM-488) (AM-488/MSO-488 Conquest)』
永固 (1308 Yung Ku) ※旧・『ギャラント (AM-489) (AM-489/MSO-489 Gallant)』
永徳 (1309 Yung Teh) ※旧・『プレッジ (AM-492) (AM-492/MSO-492 Pledge)』
掃海艇　（MHC）
- 旧・米『オーク級』
- 旧・米『アドミラル級』
- 旧・米『アジュタント級』 - 14隻

永平 (155 Yung Ping) ※旧・仏『パクレット (M692 Pâquerette)』
永安 (156 Yung An) ※旧・仏『ミオゾティス (M689 Myosotis)』
永年 (157 Yung Nien)
永川 (158 Yung Chuan)
永新 (159 Yung Hsin)
永吉 (160 Yung Chi)
永楽 (161 Yung Le)
永福 (162 Yung Fu) ※ 旧・白『ディースト (M910 Diest)』
永仁 (163 Yung Jen) ※ 旧・白『シント＝ニクラース (M918 St. Niklaas)』
永綏 (164 Yung Sui) ※旧・白『ディクスムイデ (M920 Diksmuide)』
永善 (165 Yung Shan) ※旧・白『リール (M912 Lier)』
永済 (166 Yung Chi) ※旧・白『シャルルロワ (M917 Charleroi)』
永清 (167 Yung Ching) ※旧・白『エークロ (M911 Eeklo)』
永城 (168 Yung Chen) ※旧・白『マーサイク (M913 Maaseik)』
- 永豊級(独・『MMW-50型』) - 4隻

永豊 (1301 Yung Feng)
永嘉 (1302 Yung Chia)
永定 (1303 Yung Ting)
永順 (1305 Yung Shun)
- 旧・米『オスプレイ級』 - 2隻

永靖 (1310 Yung Jin) ※旧・『オリオール (MHC-55) (MHC-55 Oriole)』
永安 (1311 Yung An) ※旧・『ファルコン (MHC-59) (MHC-59 Falcon)』
敷設艇　
- FMLB-1級

FMLB-1、FMLB-2
- 日本賠償艦

永靖 ※旧・『済州』

### 両用戦艦艇

#### 揚陸艦艇
ドック型揚陸艦 （LSD ）
- 旧・米『アシュランド級』 - 1隻

中正 (191 Chung Cheng) ※旧・『ホワイト・マーシュ (LSD-8 White Marsh)』
- 旧・米『カサ・グランデ級』 - 2隻

中正 (191 Chung Cheng) ※旧・『カムストック (LSD-19 Comstock)』
鎮海 (192 Chen Hai) ※旧・『フォート・マリオン (LSD-22 Fort Marion)』
- 旧・米『アンカレッジ級』 - 1隻

旭海 (193 Hsu Hai) ※旧・『ペンサコーラ (LSD-38 Pensacola)』
戦車揚陸艦 （LST ）
- 中和級(旧・米『ニューポート級』) - 2隻

中和 (232 Chung Ho) ※旧・『マニトワック (LST-1180 Manitowoc)』
中平 (233 Chung Ping) ※旧・『サムター (LST-1181 Sumter)』
- 旧・米『LST-1級』 - 16隻

中権 (202 Chung Chuan) ※旧・『LST-640』
中功 (213 Chong Gong)
中有 (215 Chung Yu) ※旧・『LST-520』
中訓 (208 Chung Shun) ※旧・『LST-732』
中光 (216 Chung Kuang) ※旧・『LST-503』
中肇 (217 Chung Chao) ※旧・『LST-400』
中啓 (218 Chung Chi) ※旧・『LST-279』
中熙 (219 Chung His) ※旧・『LST-735』
中富 (223 Chung Fu) ※旧・『LST-840』
中強 (225 Chung Cheng) ※旧・『LST-1110』
中治 (226 Chung Chih) ※旧・『LST-1091』
中明 (227 Chung Ming) ※旧・『LST-1152』
中粛 (228 Chung Su) ※旧・『LST-520』
中万 (229 Chung Wan) ※旧・『LST-535』
中邦 (230 Chung Pang) ※旧・『LST-578』
中業 (231 Chung Yeh) ※旧・『LST-1144』

#### 輸送艦艇
- 雲峰級 - 3隻

雲峰 (524 Yun Feng)
武康 (525 Wu Kang)
新康 (526 Hsin Kang)
- 日本賠償艦

武夷 ※旧・『第十六号輸送艦』

#### その他
揚陸指揮艦
- 高雄 - 1隻

高雄 (1 Kao Hsiung) ※元・中熙 (219 Chung His)

### 哨戒艦艇

#### 哨戒・警備艦艇
巡邏艦（哨戒艦・哨戒艇）
- 永翔級

永翔
- 永建級

永積
- 太原 ※旧・『ウェーク』

- 日本賠償艦

咸寧 ※旧・イタリア海軍『レパント』及び『興津』
長治 ※旧・『宇治』
安東 ※旧・『安宅』
永濟 ※旧・『鳥羽』
永平 ※旧・『熱海』
永安 ※旧・『二見』
江鳳 ※旧・『伏見』
江犀 ※旧・『隅田』
長徳 ※旧・『勢多』
武鳳 ※旧・『舞子』
江鯤 ※旧・『鳴海』
海大→富陵→閩江 ※旧・『第９号駆潜艇』
海宏→雅龍→渠江 ※旧・『第49号駆潜艇』
- 旧・英『フラワー級』 - 1隻

伏波 ※旧・『ペチュニア』
- 寧海級 - 8隻

PCL1~9
ミサイル艇
- 錦江級（中国語版） - 12隻

錦江 (603 Jing Chiang)
淡江 (605 Dan Chiang)
新江 (606 Sing Chiang)
鳳江 (607 Feng Chiang)
曾江 (608 Tzeng Chiang)
高江 (609 Kao Chiang)
金江 (610 Jin Chiang)
湘江 (611 Hsiang Chiang)
資江 (612 Tze Chiang)
鄱江 (614 Po Chiang)
昌江 (615 Chang Chiang)
珠江 (617 Chu Chiang)
- 沱江級 - 7隻

沱江 (618 Tuo Chiang)
塔江 (619 Ta Chiang)
富江 (620 Fu Chiang)
旭江 (621 Hsu Chiang)
武江 (623 Wu Chiang)
安江 (625 An Chiang)
萬江 (626 Wan Chiang)
- 光華六号型ミサイル艇（中国語版） - 31隻

FACG60
FACG61~66、FACG68~75、FACG77~84、FACG86~93
- 龍江級（中国語版）(米『PSMM Mk.5型』) - 2隻

龍江 (601 Lung Chiang)
綏江 (602 Sui Chiang)
- 海鷗級（中国語版）(イスラエル『ドヴォラ改型』) - 50隻

FABG1~2、FABG7~12、FABG14~21、FABG23~30、FABG32~39、FABG41~58
駆潜艇
- 旧・米『PC-461級駆潜艇』

### 補助艦艇

#### 補給艦艇
軽質油艦
- 旧・米『パタプスコ級軽質油艦（英語版）』 - 3隻

長白 (507 Chang Pai) ※旧・『ペカトニカ』
龍泉 (515 Lung Chuan) ※旧・『ナマカゴン』
興龍 (517 Hsin Lung) ※旧・『エルクホーン』
補給艦
- 武夷 (530 Wu Yi)
- 磐石 (532 Pan Shi)

#### 支援艦艇
救難艦
- 旧・米『ダイバー級』 - 1隻

大湖 (552 Ta Hu) ※旧・『グラップル (ARS-7 Grapple)』
- 旧・米『ボルスター級』 - 1隻

大屯 (556 Ta Tun) ※旧・『リカバリー (ARS-43 Recovery)』

#### その他
測量艇
- SV-1級 - 2隻

SV-1
SV-2
航洋曳船
- 旧・米『ナバホ級』 - 4隻

大同 (548 Ta Tung) ※旧・『チカソー (ATF-83 Chickasaw)』
大万 (551 Ta Wan) ※旧・『アパッチ (ATF-67 Apache)』
大岡 (554 Ta kang) ※旧・『アチョマウイ (ATF-148 Achomawi)』
大峰 (555 Ta Fung) ※旧・『ナラガンセット (ATF-88 Narragansett)』
- 旧・米『アブナキ級』 - 2隻

大漢 (553 Ta Han) ※旧・『タワコニ (ATF-114 Tawakoni)』
大台 (563 Ta Tai) ※旧・『シャコリ (ATF-162 Shakori)』